# تیسدیل (یوتا)
تیسدیل (به انگلیسی: Teasdale) یک منطقهٔ مسکونی در ایالات متحده آمریکا است که در شهرستان وین، یوتا واقع شده‌است. تیسدیل ۱۰٫۴ کیلومتر مربع مساحت و ۱۹۱ نفر جمعیت دارد و ۲٬۱۶۵٫۰۲ متر بالاتر از سطح دریا واقع شده‌است.